# Телевидение в Бразилии
 Телевидение в Бразилии начало деятельность 18 сентября 1950 года с запуском телевизионного канала Rede Tupi (прекратил вещание в 1980 году). С тех пор телевидение Бразилии стало одной из самых больших и наиболее производительных коммерческих телевизионных систем в мире. Ее самая крупная сеть Globo является четвёртой по величине коммерческой сетью в мире и одним из ведущих экспортёров телевизионного контента, особенно теленовелл, которые приобрели популярность во многих странах.

## Проблемы концентрации собственности
Проблема концентрации собственности в медиаиндустрии в Бразилии более остра, чем в США. Согласно исследованию Donos da Mídia, компания Globo управляет 340 телевизионными станциями, что больше, чем у конкурентов — SBT и RecordTV. Это объясняется тем, что телевидение в Бразилии изначально развивалось частным сектором при минимальном государственном регулировании. Первая национальная сеть общественного телевидения, TV Brasil, была запущена только 2 декабря 2007 года, одновременно с внедрением цифрового телевидения. Изначально вещание охватывало города: Бразилиа, Рио-де-Жанейро, Сальвадор, Сан-Луис и Сан-Паулу..

## История

### Начало телевидения
Первое телевизионное изображение появилось на канале Rede Tupi, когда пятилетняя Соня Мария Дорс, одетая в традиционный бразильский костюм, произнесла: «Бразильское телевидение теперь в эфире».
В 1950-х годах бразильское телевидение отличалось неформальным подходом, так как в стране не было квалифицированных специалистов с опытом работы в этой сфере. Ещё одной особенностью телевизионного производства в тот период было живое вещание, поскольку видеозаписи ещё не использовались. Высокая стоимость телевизоров, которые импортировались, ограничивала доступ к телевидению городской элите крупных городов. Технические ресурсы были примитивными, и каналы транслировали контент в прямом эфире. Именно в этот период были созданы первые телевизионные новости и теленовеллы.

### Развитие в 1960-х годах
Примерно в 1960 году появление видеокассет позволило импортировать программы бразильского телевидения. Характерной чертой телевидения в развивающихся странах было доминирование импортных шоу, что стимулировало создание местного контента. Вскоре Rede Tupi столкнулась с конкуренцией со стороны телесети Rede Excelsior.

### Расширение телевидения
Телевидение в Бразилии стало средством массовой информации намного раньше, чем в большинстве развивающихся стран. После прихода к власти бразильского военного правительства в 1964 году телевидение стало рассматриваться как инструмент для формирования национальной идентичности, развития потребительской экономики и распространения политической информации. Военные власти способствовали развитию телевидения, предоставляя субсидии на покупку оборудования, строя национальные радиорелейные и спутниковые системы распределения сигнала. Это способствовало росту Rede Tupi.
Поддержка военной диктатуры руководством Globo способствовало росту телеканала, к середине 1970-х годов это была крупнейшая бразильская телекомпания.
18 июля 1980 года, из-за финансовых и политических проблем, первый латиноамериканский телеканал Rede Tupi был закрыт. Тысячи людей потеряли работу. Многие из них перешли работать на Globo.
Снятие TV Tupi с эфира в 1980 году повлекло за собой создание двух новых независимых телеканалов - Rede Manchete и SBT. Первый закрылся в 1999 году из-за финансовых проблем, второй продолжает на равных конкурировать с Globo.